# Edhar Aljachnowitsch
Edhar Stanislawawitsch Aljachnowitsch (belarussisch Эдгар Станіслававіч Аляхновіч, * 17. Mai 1987 in Brest) ist ein belarussischer Fußballspieler.

## Karriere

### Verein
Aljachnowitsch begann seine Karriere in seiner Heimatstadt beim FK Dinamo Brest, für den er im September 2007 in der Wyschejschaja Liha debütierte. 2010 wechselte er zum Ligakonkurrenten BATE Baryssau. Sein Champions-League-Debüt gab er im September 2011.
Zur Saison 2017 wechselte er zum FK Schachzjor Salihorsk.

### Nationalmannschaft
Aljachnowitsch wurde 2013 erstmals für das Nationalteam nominiert. Sein Debüt gab er im März 2013 im Testspiel gegen Jordanien.